# Eugène Dupréel
Eugene Dupréel (Malinas, 8 de febrero de  1879 - Ixelles, 14 de febrero de 1967) fue un filósofo belga. Influido por el neokantismo, sus trabajos se enfocaron principalmente en la filosofía moral.
De 1945 a 1946 se desempeñó como decano de la Facultad de filosofía y letras de la Universidad Libre de Bruselas.

## Obras principales
- Histoire Critique de Godefroid le Barbu, duc de Lotharingie, Marquis De Toscane, Universite Libre De Bruxelles, Uccle 1904
- La legende socratique et les sources de Platon, Bruxelles, Editions Robert Sand, 1922
- Traite de Morale, Brüssel: Editions de la Revue de L'Universite de Bruxelles, 1932
- La cause et l'intervalle ou ordre et probabilite, Bruxelles 1933.
- Esquisse d'une philosophie des valeurs, Paris : Librairie, 1939
- Le pluralisme sociologique, Bruxelles Office de Publicite, 1945
- Les sophistes, Neuchatel, 1948
- Essais pluralistes, Paris: Presses Universitaires de France, 1949

## Literatura
Eugène Dupréel (1879-1967), L'homme et l'œuvre. Coloquio de Bruseles, 30 de mayo-1 de junio de 1968. Revue international de Philosophie XXII-1/2/83-84. Institut de Sociologie de l'Université libre de Bruxelles. 1968